# Янтіковське сільське поселення (Яльчицький район)
Я́нтіковське сільське поселення (рос. Янтиковское сельское поселение) — муніципальне утворення у складі Яльчицького району Чувашії, Росія. Адміністративний центр — село Янтіково.
Станом на 2002 рік існували Янтіковська сільська рада (села Байгличево, Ешмікеєво, Янтіково, присілки Ізбахтіно, Кішки-Куликеєво, Нове Арланоо, Нове Ізамбаєво, Нове Янашево, Старе Арланово) та Ішмурзино-Сурінська сільська рада (присілок Ішмурзино-Сурінськ).

## Населення
Населення — 2437 осіб (2019, 3187 у 2010, 4093 у 2002).

## Склад
До складу поселення входять такі населені пункти:
| Населений пункт              | Населення, осіб (2002) | Населення, осіб (2010) |
| ---------------------------- | ---------------------- | ---------------------- |
| Байгличево, село             | 325                    | 264                    |
| Ешмікеєво, село              | 268                    | 202                    |
| Ізбахтіно, присілок          | 546                    | 470                    |
| Ішмурзино-Сурінськ, присілок | 358                    | 262                    |
| Кішки-Куликеєво, присілок    | 779                    | 622                    |
| Нове Арланово, присілок      | 165                    | 131                    |
| Нове Ізамбаєво, присілок     | 294                    | 223                    |
| Нове Янашево, присілок       | 200                    | 156                    |
| Старе Арланово, присілок     | 246                    | 185                    |
| Янтіково, село               | 912                    | 672                    |